# Yvetot-Bocage
Yvetot-Bocage település Franciaországban, Manche megyében. Lakosainak száma 1188 fő (2022. január 1.). Yvetot-Bocage Saint-Joseph, Lieusaint, Morville, Négreville és Valognes községekkel határos.

## Népesség
A település népessége az elmúlt években az alábbi módon változott:
| Lakosok száma | 770  | 795  | 1044 | 1007 | 1127 | 1115 | 1145 | 1182 | 1182 | 1188 |
|               | 1968 | 1982 | 1990 | 2006 | 2013 | 2015 | 2017 | 2019 | 2020 | 2022 |